# Francesco Saverio Arabia
Francesco Saverio Arabia (Dipignano, 24 marzo 1821 – Napoli, 5 luglio 1899) è stato un giurista, letterato e patriota italiano.

## Vita
Laureato in giurisprudenza all'Università di Napoli nel 1842, manifestò sempre interesse anche per l'attività letteraria. A Napoli, infatti, fece parte di quel gruppo di intellettuali che frequentava la scuola del marchese Basilio Puoti, come ricorda Francesco de Sanctis nella sua autobiografia. Tra il 1845 e il 1858 collaborò a giornali e riviste di tendenza liberale, oltre che con lavori di diritto, con composizioni poetiche. Nel 1858 fondò, con il fratello Tommaso, lo Spettatore napoletano, un giornale di evidenti tendenze liberali che dovette cessare le pubblicazioni per l'atteggiamento repressivo del governo del Regno delle Due Sicilie. Nel 1860, dopo l'unità d'Italia, entrò in magistratura e divenne uno dei più influenti giuristi italiani. Nel 1892 venne nominato senatore del Regno d'Italia.

## Opere

### Opere giuridiche
- Del codice penale italiano: memoria letta all'Accademia di Scienze morali e politiche della Società Reale di Napoli dal socio ordinario Francesco Saverio Arabia, Napoli: tip. e stereotipia della R. Università, 1887
- Del diritto di punire secondo la scuola positiva: memoria del socio Fran. Saverio Arabia, Napoli: tip. e stereotipia della R. Università, 1884
- Del supremo magistrato , Napoli: Stamperia della R. Università, 1872
- Della incompatibilità di alcuni concetti di ragion penale , Napoli; Milano etc.: Leonardo Vallardi Editore, 1883
- Della prerogativa parlamentare: nota, letta alla Reale Accademia di scienze morali e politiche dal socio ordinario Francesco Sav. Arabia, Napoli: tip. e stereotipia della R. Università, 1886
- Della storia di taluni principii del diritto internazionale europeo, Napoli: Stamperia dell'Università, 1865
- Delle leggi intorno alle sevizie verso le bestie: memoria, Napoli: tip. della R. Università, 1873
- Dell'inamovibilità della magistratura , Napoli: Tipografia della Regia Università, 1892
- Di una nuova spiegazione del verismo nell'arte: memoria letta all'accademia pontaniana nella tornata del 6 febbraio 1887 , Napoli: tipografia della Regia Università, 1887
- I principii del diritto penale applicati al codice delle Due Sicilie: col confronto de' migliori codici d'Europa , Napoli: Stamperia della Sirena, 1858-1860
- I principi del diritto penale, applicati al codice italiano, Napoli: Tip. della R. Università, 1891
- Provvedimenti di pubblica sicurezza
- Relazione dei lavori compiuti dalla Corte di cassazione di Napoli nell'anno 1883, letta nell'assemblea generale del 7 gennaio 1884 dal sostituto procurator generale Francesco Saverio Arabia, Napoli: Tip. e stereotipia della R. Università, 1884
- Relazione storica del tremuoto di Basilicata nell'anno 1851,  letta nella tornata del 14 dicembre dell'Accademia Pontaniana dal socio residente Francesco Saverio Arabia , In Napoli: dalla Stamperia Del Vaglio, 1852
- Sull'applicazione del Codice penale italiano, Roma: Tip. Nazionale, 1894
- Un altro cenno sul pubblico ministero: memoria , Napoli: Tip. e Stereotipia della R. Università, 1875

### Opere letterarie
- Degli ultimi anni di Giacomo Leopardi in Napoli: nota letta all'Accademia dal socio Francesco Saverio Arabia, Napoli: Società Reale di Napoli-Accademia di scienze morali e politiche, 1898
- Degli ultimi anni di Giacomo Leopardi in Napoli: nota letta all'Accademia da F. S. Arabia
- In morte di Basilio Puoti, terzine di Francesco Saverio Arabia, Napoli: Stamperia del Vaglio, 1847
- Nuovi versi di Francesco Saverio Arabia, Napoli: 1858 (Tipografia della Sirena, strada Nuova de' Pellegrini n. 20)
- Poesie di Francesco Saverio Arabia, Napoli: Stamperia del Vaglio, 1849
- Poesie e prose di Francesco Saverio Arabia, Salerno: Raffaele Migliaccio, 1854
- Ricordi di letteratura, Napoli: Tip. della Regia Università
- San Vitale alla tomba di Giacomo Leopardi: monologo , Roma: direzione della Nuova Antologia, 1898
- Sorrento , Napoli: Stab. Tip. della Regia Università, 1899
- Suor Clotilde: ad Anna Maria Marini Serra , 1858
- Tommaso Campanella: scene , Napoli: Tip. della R. Università, 1877
- Versi di Francesco Saverio Arabia, Napoli: De Marco, 1845